# 黃國明
黃國明（1961年－），中華民國陸軍中將（退役），現任退輔會黎明文化董事長，曾任國防部總督察長、陸軍副司令、陸軍航特部指揮官、陸軍司令部副督察長、陸軍航空602旅長，畢業於陸軍官校專科班，為專科班第2期（1981年班；70年班）出身的第一位中將，也是專科班出身的高階將領中階級第二高者，僅次於二級上將王信龍（專科班第1期）；為中華民國陸軍第一位專科班出身的陸軍副司令，亦是陸軍第一位航空兵科出身的中將副司令。

## 荣誉

### 中华民国勋章奖章
- 四等云麾勋章（2019年12月2日于台北博爱营区颁授[3]）